# Prima Lega (Etiopia)
La Prima Lega etiope (in amarico: የኢትዮጵያ ፕሪምየር ሊግ), organizzata dalla Federazione calcistica dell'Etiopia (EFF), è la massima competizione calcistica dell'Etiopia, istituita nel 1944 e riorganizzata sotto il nome attuale nel 1997. Vi partecipano 16 club. 
La squadra più titolata nella competizione è il St. George, vincitore di 31 titoli.

## Storia
Il primo campionato di calcio etiope venne giocato nel 1944, epoca in cui l'Etiopia era occupata dall'esercito britannico in guerra con l'Italia, nazione che aveva invaso il paese nel 1935. Ad aggiudicarselo fu la rappresentativa della British Military Mission to Ethiopia (BMME). La formula del campionato è variata nel corso degli anni, ed esso è stato disputato sia come coppa sia come girone all'italiana.
Durante l'occupazione italiana dell'Etiopia vennero giocati dei campionati regionali, uno per ogni governatorato dell'Africa Orientale Italiana.
Durante il periodo di unione tra Etiopia ed Eritrea (dal 1952 al 1993), le squadre eritree giocarono nel campionato etiope, ottenendo nove successi, quattro con l'Asmara Brewery, tre con il Tele SC e due con l'Embassoyra.
Il 2 maggio 2018 il campionato fu sospeso dalla Federazione a causa dell'aggressione all'arbitro durante la partita Defence Force-Wervalo Adigrat. Riprese due settimane più tardi.
Al termine della stagione 2017-2018 è stata stabilita una limitazione sul numero massimo di calciatori stranieri ammessi per ogni squadra, ridotto a tre.

## Albo d'oro
- 1944 : British Military Mission-BMME (Addis Abeba)
- 1945-47 : no competition
- 1948 : Key Baher (Addis Abeba)
- 1949 : Army (Addis Abeba)
- 1950 : Saint George SC (Addis Abeba)
- 1951 : Army (Addis Abeba)
- 1952 : Army (Addis Abeba)
- 1953 : Army (Addis Abeba)
- 1954 : Army (Addis Abeba)
- 1955 : Hamassien (Asmara)
- 1956 : Mechal (Addis Abeba)
- 1957 : Hamassien (Asmara)
- 1958 : Akale Guzay (Eritrea)
- 1959 : Tele SC
- 1960 : Cotton FC
- 1961 : Ethio-Cement (Dire Dawa)
- 1962 : Cotton FC
- 1963 : Cotton FC
- 1964 : Ethio-Cement (Dire Dawa)
- 1965 : Cotton FC
- 1966 : Saint George SC (Addis Abeba)
- 1967 : Saint George SC (Addis Abeba)
- 1968 : Saint George SC (Addis Abeba)
- 1969 : Tele SC
- 1970 : Tele SC
- 1971 : Saint George SC (Addis Abeba)
- 1972 : Asmara (Asmara)
- 1973 : Asmara (Asmara)
- 1974 : Embassoria (Eritrea)
- 1975 : Saint George SC (Addis Abeba)
- 1976 : Mechal (Addis Abeba)
- 1977 : Medr Babur (Dire Dawa)
- 1978 : Ogaden Anbassa (Harar)
- 1979 : Omedla (Addis Abeba)
- 1980 : Tegl Fre (Addis Abeba)
- 1981 : Ermejachen (Addis Abeba)
- 1982 : Mechal (Addis Abeba)
- 1983 : Cotton FC
- 1984 : Mechal (Addis Abeba)
- 1985 : Brewery (Addis Abeba)
- 1986 : Brewery (Addis Abeba)
- 1987 : Saint George SC (Addis Abeba)
- 1988 : Mechal (Addis Abeba)
- 1989 : Mechal (Addis Abeba)
- 1990 : Brewery (Addis Abeba)
- 1991 : Saint George SC (Addis Abeba)
- 1992 : Saint George SC (Addis Abeba)
- 1993 : EEPCO (Addis Abeba)
- 1994 : Saint George SC (Addis Abeba)
- 1995 : Saint George SC (Addis Abeba)
- 1996 : Saint George SC (Addis Abeba)
- 1997 : Ethiopian Coffee (Addis Abeba)

Ethiopian Premier League
- 1997-98 : EEPCO (Addis Abeba)
- 1998-99 : Saint George SC (Addis Abeba)
- 1999-00 : Saint George SC (Addis Abeba)
- 2000-01 : EEPCO (Addis Abeba)
- 2001-02 : Saint George SC (Addis Abeba)
- 2002-03 : Saint George SC (Addis Abeba)
- 2003-04 : Awassa City (Awassa)
- 2004-05 : Saint George SC (Addis Abeba)
- 2005-06 : Saint George SC (Addis Abeba)
- 2006-07 : Awassa City (Awassa)*
- 2007-08 : Saint George SC (Addis Abeba)
- 2008-09 : Saint George SC (Addis Abeba)
- 2009-10 : Saint George SC (Addis Abeba)
- 2010-11 : Ethiopian Coffee (Addis Abeba)
- 2011-12 : Saint George SC (Addis Abeba)
- 2012-13 : Dedebit (Addis Abeba)
- 2013-14 : Saint George SC (Addis Abeba)
- 2014-15 : Saint George SC (Addis Abeba)
- 2015-16 : Saint George SC (Addis Abeba)
- 2016-17 : Saint George SC (Addis Abeba)
- 2017-18 : Jimma Aba Jifar F.C. (Jimma)
- 2018-19 : Mekelle 70 Enderta (Mekelle)
- 2019-20 : cancellato
- 2020-21 : Fasil Kenema SC (Gonder)
- 2021-22 : Saint George SC (Addis Abeba)
- 2022-23 : Saint George SC (Addis Abeba)
- 2023-24 : CBE SA
- 2024-25 : Medhin

## Vittorie per squadra
| Squadra            | Città       | Vittorie | Anni |
| ------------------ | ----------- | -------- | --- |
| St. George         | Addis Abeba | 31       | 1950, 1966, 1967, 1968, 1971, 1975, 1985, 1986, 1987, 1990, 1991, 1992, 1994, 1995, 1996, 1999, 2000, 2002, 2003, 2005, 2006, 2008, 2009, 2010, 2012, 2014, 2015, 2016, 2017, 2022, 2023 |
| Defence            | Addis Abeba | 11       | 1949, 1951, 1952, 1953, 1954, 1956, 1976, 1982, 1984, 1988, 1989 |
| Cotton FC          | Dire Daua   | 5        | 1960, 1962, 1963, 1965, 1983 |
| GS Asmara          | Asmara      | 4        | 1955, 1957, 1972, 1973 |
| EEPCO              | Addis Abeba | 3        | 1993, 1998, 2001 |
| Tele SC            | Asmara      | 3        | 1959, 1969, 1970 |
| Ethiopian Coffee   | Addis Abeba | 2        | 1997, 2011 |
| Embassoyra         | Asmara      | 2        | 1958, 1974 |
| Ethio-Cement       | Dire Daua   | 2        | 1961, 1964 |
| Awassa City        | Auasa       | 2        | 2004, 2007 |
| Mekelle 70 Enderta | Macallè     | 1        | 2019 |
| Jimma Aba Buna     | Gimma       | 1        | 2018 |
| Dedebit            | Addis Abeba | 1        | 2013 |
| BMME               | Addis Abeba | 1        | 1944 |
| Ermejachen         | Addis Abeba | 1        | 1981 |
| Fasil Kenema       | Gonder      | 1        | 2021 |
| Key Baher          | Addis Abeba | 1        | 1948 |
| Medr Babur         | Dire Daua   | 1        | 1977 |
| Ogaden Anbassa     | Harar       | 1        | 1978 |
| Omedla             | Addis Abeba | 1        | 1979 |
| Tegl Fre           | Addis Abeba | 1        | 1980 |
| CBE SA             | Addis Abeba | 1        | 2024 |
| Medhin             | Addis Abeba | 1        | 2025 |